# 5589 Де Меіс
5589 Де Меіс (5589 Demeis) — астероїд головного поясу, відкритий 23 вересня 1990 року.
Тіссеранів параметр щодо Юпітера — 3,344.